# Dicranomyia (Dicranomyia) clarissima
Dicranomyia (Dicranomyia) clarissima is een tweevleugelige uit de familie steltmuggen (Limoniidae). De soort komt voor in het Oriëntaals gebied.